# Rally El Corte Inglés de 1988
El Rally El Corte Inglés de 1988, oficialmente 12.º Rally El Corte Inglés, fue la duodécima edición, la 43 cita de la temporada 1988 del Campeonato de Europa de Rally y la novena de la temporada 1988 del Campeonato de España de Rally. Se celebró del 29 al 31 de octubre y contó con un itinerario de 29 tramos que sumaban un total de 385,74 km cronometrados.

## Itinerario
| Día   | Tramo | Nombre                            | Distancia | Hora  | Ganador          | Tiempo | Líder        |
| ----- | ----- | --------------------------------- | --------- | ----- | ---------------- | ------ | ------------ |
| Día 1 | TC1   | Cumbre 1                          | 25.51 km  | 10:53 | Carlos Sainz     |        | Carlos Sainz |
| Día 1 | TC2   | Ayacata 1                         | 7.21 km   |       | Carlos Sainz     |        | Carlos Sainz |
| Día 1 | TC3   | Era del Cardón 1                  | 14.79 km  |       | Carlos Sainz     |        | Carlos Sainz |
| Día 1 | TC4   | Ciudad Deportiva Islas Canarias   | 2.50 km   |       | Fabrizio Tabaton |        | Carlos Sainz |
| Día 1 | TC5   | Cumbre 2                          | 25.51 km  |       | Carlos Sainz     |        | Carlos Sainz |
| Día 1 | TC6   | Ayacata 2                         | 7.21 km   |       | Carlos Sainz     |        | Carlos Sainz |
| Día 1 | TC7   | Era del Cardón 2                  | 14.79 km  |       | Carlos Sainz     |        | Carlos Sainz |
| Día 1 | TC8   | Ciudad Deportiva Islas Canarias 2 | 2.50 km   |       | Fabrizio Tabaton |        | Carlos Sainz |
| Día 1 | TC9   | Cumbre 3                          | 25.51 km  |       | Carlos Sainz     |        | Carlos Sainz |
| Día 1 | TC10  | Ayacata 3                         | 7.21 km   | 18:05 | Carlos Sainz     |        | Carlos Sainz |
| Día 1 | TC11  | Era del Cardón 3                  | 14.79 km  | 18:38 | Carlos Sainz     |        | Carlos Sainz |
| Día 2 | TC12  | Cueva Grande                      | 12.00 km  | 08:53 | Carlos Sainz     |        | Carlos Sainz |
| Día 2 | TC13  | Parador 1                         | 13.95 km  | 09:41 | Carlos Sainz     |        | Carlos Sainz |
| Día 2 | TC14  | Monte Gusano 1                    | 16.46 km  | 10:09 | Carlos Sainz     |        | Carlos Sainz |
| Día 2 | TC15  | Cueva Grande 2                    | 12.00 km  | 10:42 | Carlos Sainz     |        | Carlos Sainz |
| Día 2 | TC16  | Parador 2                         | 13.95 km  | 11:47 | Carlos Sainz     |        | Carlos Sainz |
| Día 2 | TC17  | Monte Gusano 2                    | 16.46 km  | 12:15 | Carlos Sainz     |        | Carlos Sainz |
| Día 2 | TC18  | Cueva Grande 3                    | 12.00 km  | 13:48 | Carlos Sainz     |        | Carlos Sainz |
| Día 2 | TC19  | Parador 3                         | 13.95 km  | 13:53 | Carlos Sainz     |        | Carlos Sainz |
| Día 2 | TC20  | Monte Gusano 3                    | 16.46 km  | 14:21 | Carlos Sainz     |        | Carlos Sainz |
| Día 3 | TC21  | Tejeda                            | 9.86 km   | 09:03 | Fabrizio Tabaton |        | Carlos Sainz |
| Día 3 | TC22  | Fagajesto                         | 18.50 km  | 09:46 | Carlos Sainz     |        | Carlos Sainz |
| Día 3 | TC23  | Pinos de Gáldar                   | 8.70 km   | 10:19 | Carlos Sainz     |        | Carlos Sainz |
| Día 3 | TC24  | Tejeda                            | 9.86 km   | 11:32 | Fabrizio Tabaton |        | Carlos Sainz |
| Día 3 | TC25  | Fagajesto                         | 18.50 km  | 12:15 | Josep Bassas     |        | Carlos Sainz |
| Día 3 | TC26  | Pinos de Gáldar                   | 8.70 km   | 12:48 | Josep Bassas     |        | Carlos Sainz |
| Día 3 | TC27  | Tejeda                            | 9.86 km   | 14:01 | Josep Bassas     |        | Carlos Sainz |
| Día 3 | TC28  | Fagajesto                         | 18.50 km  | 14:44 | Josep Bassas     |        | Carlos Sainz |
| Día 3 | TC29  | Pinos de Gáldar                   | 8.70 km   | 15:17 | Josep Bassas     |        | Carlos Sainz |

## Clasificación final
| Pos. | Piloto                 | Copiloto              | Automóvil                | Tiempo  | Diferencia |
| ---- | ---------------------- | --------------------- | ------------------------ | ------- | ---------- |
| 1.   | Carlos Sainz           | Luis Moya             | Ford Sierra RS Cosworth  | 4:21:53 | 0.0        |
| 2.   | Fabrizio Tabaton       | Luciano Tedeschini    | Lancia Delta Integrale   | 4:24:31 | +2:38      |
| 3.   | Josep Bassas           | Antonio Rodríguez     | BMW M3 E30               | 4:25:24 | +3:31      |
| 4.   | Jacques Pantiatici     | Philippe David        | Alfa Romeo 75 Turbo      | 4:30:28 | +8:35      |
| 5.   | Alain Oreille          | Denis Giraudet        | Renault 11 Turbo         | 4:30:54 | +9:01      |
| 6.   | Carlos Alonso-Lamberti | José Manuel Sarmiento | Alfa Romeo 75 V6         | 4:32:05 | +10:12     |
| 7.   | Beny Fernández         | José Luis Sala        | Opel Kadett GSI          | 4:32:41 | +10:48     |
| 8.   | José Luis Rivero       | Juan J. Cruz          | Mitsubishi Starion Turbo | 4:36:37 | +14:44     |
| 9.   | Jesús Puras            | Tomás Aguado          | Ford Sierra RS Cosworth  | 4:38:01 | +16:08     |
| 10.  | "Carlos"               | Carlos Molina         | BMW 635 CSI              | 4:41:18 | +19:25     |